# Ivo Kraus
Ivo Kraus (* 29. ledna 1936 Náchod) je český experimentální fyzik, vysokoškolský pedagog, popularizátor přírodních a technických věd a autor několika desítek knižních publikací z fyziky a jejích dějin.

## Život
Po maturitě na gymnáziu v Nové Pace (1954) absolvoval v letech 1954–1959 Matematicko-fyzikální fakultu Univerzity Karlovy, obor fyzika, specializace jaderná fyzika. Od roku 1959 byl zaměstnán na ČVUT (Fakulta technické a jaderné fyziky resp. Fakulta jaderná a fyzikálně inženýrská) jako asistent 1959–1962, odborný asistent 1962–1973, docent experimentální fyziky 1973–1991, profesor pro obor fyzika kondenzovaných látek a akustika 1991. V letech 1980–1992 vedl na FJFI katedru inženýrství pevných látek. Na ČVUT mu byly uděleny vědecké hodnosti CSc. (matematicko-fyzikální vědy, obor experimentální fyzika, 1966) a DrSc. (matematicko-fyzikální vědy, 1989), na MFF UK akademický titul RNDr. (1966).
Ve fyzice pevných látek se specializoval na využití difrakce rentgenového záření k diagnostice zbytkové napjatosti technických materiálů. Této vědní oblasti byla věnována kandidátská práce Studium struktury slinutých karbidů wolframu pomocí rentgenografického měření vnitřních pnutí, vypracovaná pod vedením prof. Adély Kochanovské, habilitační spis Aplikace rentgenové tenzometrie na výlisky z kovových prášků i disertace Rentgenografie nehomogenních napěťových polí předložená k udělení hodnosti DrSc. Teorie a aplikaci rentgenové tenzometrie se týkala převážná většina článků, které publikoval sám nebo se spolupracovníky v domácích i zahraničních odborných časopisech, konferenčních sbornících, českých monografiích a samostatných kapitolách v příručkách Defects and Microstructure Analysis by Diffraction (Oxford University Press Inc., N. York, 1999) a Industrial Applications of X-ray Diffraction (Marcel Dekker, Inc., N. York, 2000).
Pro posluchače bakalářského, magisterského a doktorského studijního programu FJFI zajišťoval výuku v předmětech Úvod do fyziky pevných látek, Struktura a vlastnosti krystalů, Fyzika kovů, Difrakční analýza mechanických napětí, Stavba pevných látek a byl školitelem 7 doktorandů. Kromě pedagogické činnosti na ČVUT měl pro odbornou i širší veřejnost pravidelné přednášky o dějinách fyziky i techniky (univerzita 3. věku aj.). Působil jako předseda nebo člen různých odborných hodnotících komisí (oborová rada pro studium v doktorském studijním programu; komise pro státní závěrečné zkoušky v bakalářském, magisterském a doktorském programu; Grantová agentura ČVUT, Fond rozvoje vysokých škol MŠMT, Grantová agentura ČR, porota pro ceny Magnesia Litera), redakčních rad (nakladatelství Academia, časopisy Pražská technika, Rozhledy matematicko-fyzikální, Biografický slovník českých zemí, Dějiny věd a techniky, Siberian Journal of Science and Technology), byl členem propagační komise JČMF, členem vědecké rady FJFI ČVUT, vědecké rady Národního technického muzea a rady Národní technické knihovny, Komise pro etiku vědecké práce ČVUT, absolvoval několik desítek studijních a přednáškových pobytů v Polsku (National Centre for Nuclear Research, Świerk), v Německu (Westsächsische Hochschule Zwickau – stipendium DAAD, smlouvy o spolupráci mezi WHZ a ČVUT) a Rusku (Siberian State Aerospace University in Krasnoyarsk, Peter the Great St. Petersburg Polytechnic University, Novosibirsk State Technical University, North-Eastern Federal University in Yakutsk).

## Dílo
Uveřejnil více než sedm set vědeckých, odborných, cestopisných a populárně-naučných článků a řadu skript a knižních titulů z fyziky pevných látek a z dějin exaktních věd.

### Skripta ČVUT
- Základy krystalografie (1983)
- Difrakční metody ve fyzice pevných látek (1984)
- Struktura pevných látek I – Geometrická krystalografie (1992)
- Struktura pevných látek II – Vlastnosti krystalů (1992)
- Úvod do fyziky kovů (1993)
- Difrakční analýza mechanických napětí (s N. Ganevem)
- Úvod do fyziky pevných látek (s H. Frankem a I. Kratochvílovou, 2001, 2009).

### Knižní publikace
- Úvod do strukturní rentgenografie (1985)
- Rentgenová tenzometrie (s V. V. Trofimovem, 1989)
- Rentgenografie nehomogenních napěťových polí (1990)
- Struktura a vlastnosti krystalů (1993)
- Wilhelm Conrad Röntgen – dědic šťastné náhody (1997), překlad do ukrajinštiny Vil'hel'm Konrad Rentgen – naščadok ščaslyvoji vypadkovosti (2002)
- Dějiny evropských objevů a vynálezů (2001)
- Dějiny technických věd a vynálezů v českých zemích (2004)
- Technické aplikace difrakční analýzy (s N. Ganevem, 2004)
- Příběhy učených žen (2005)
- Fyzika v kulturních dějinách Evropy I – Starověk a středověk (2006, 2009)
- Fyzika v kulturních dějinách Evropy II – Od Leonarda ke Goethovi (2007, 2009)
- Osnovy fiziki kondensirovannogo sostojanija věščestva (s E. V. Babkinem a G. Gosmanovou, 2007)
- Fyzika od Thaléta k Newtonovi (2007)
- Čestní doktoři na české technice v Praze – Osobnosti světové vědy a techniky (s J. Masnerovou a kol., 2007)
- Fyzika v kulturních dějinách Evropy III – Století elektřiny (2008)
- Povrchy a rozhraní (s J. Fialou, 2009, 2. vydání 2016, 2017, 3. vydání 2023)
- Fyzika v kulturních dějinách Evropy IV – Romantici a klasikové (2009)
- Fyzika v kulturních dějinách Evropy V – Atomový věk (2010, 2013)
- Elementární fyzika pevných látek (s J. Fialou, 2011, 2013, 2. vydání 2016, 2017, 3. vydání 2022)
- Fyzikové ve službách průmyslové revoluce (2012)
- Elektronová struktura a reaktivita povrchů a rozhraní (s H. Frankem a J. Fialou, 2013, 2. vydání 2018)
- Století fyzikálních objevů (2014)
- Čestní doktoři ČVUT v Praze (s V. Kučerovou, 2014, 2. vydání 2022)
- Ženy v dějinách matematiky, fyziky a astronomie (2015, 2017)
- Jubilejní almanach FJFI ČVUT (eds. I. Kraus, L. Škoda, Š. Zajac, 2015)
- Fyzika za první republiky (s Š. Zajacem, 2017)
- Vědci, vynálezci a podnikatelé v českých zemích II. – Škoda, Křižík, Kolben, Klement, Baťa (2017)[1]
- Vědci, vynálezci a podnikatelé v českých zemích III. – Heyrovský, Dolejšek, Svoboda, Wichterle, Svatý, Holý (2017)[2]
- Kolektiv: Biografický slovník českých zemí (2013–2023), Historický ústav AV ČR – nakladatelství Academia
- Vědci, vynálezci a podnikatelé v českých zemích V. – Gerstner, Bolzano, Božek, Purkyně, Hlávka (2018)[3]
- Věda v českých zemích (Ivo Kraus a kol., 2019)[4]
- Fyzika. Encyklopedie velkých objevů a osobností (2020).
- Česká a slovenská fyzika. 1945-2005 (s Š. Zajacem, 2020).
- Krystalografie (s J. Fialou, 2021)
- Technicky talentované ženy a jejich vynálezy (2023)
- Česká stopa v dějinách fyziky (2025)

Na ČRo Vltava připravil cyklus třinácti pořadů Příběhy učených žen, pět pořadů o tradicích rakouské fyziky v cyklu Rakouský rok: Na vědecké bázi II. a pětidílný cyklus rozhlasových vzpomínek Osudy.

## Ocenění
- Ceny rektora ČVUT za vysokoškolská skripta Základy krystalografie (1984) a Difrakční metody ve fyzice pevných látek (1985)
- Prémie České matice technické za vysokoškolskou učebnici Úvod do strukturní rentgenografie (1986)
- Foreign Member of the Academy of Engineering of the Russian Federation (1991)
- Člen Inženýrské akademie České republiky (FEng, 1996)
- Member of the St. Peterburg Academy of Sciences for Strenght Problems (1996)
- Member of the International Higher Education Academy of Sciences (1998)
- Doctor honoris causa of the Siberian State Aerospace University in Krasnoyarsk (2000)
- Čestné uznání Svazu českých filatelistů Za zásluhy o rozvoj filatelie (2004)
- Bolzanova medaile Společnosti pro dějiny věd a techniky (2005)
- Research Fellow of the American Biographical Institute (2005)
- Čestná medaile Vojtěcha Náprstka AV ČR za popularizaci vědy (2006)
- Felberova medaile ČVUT I. stupně (2006)
- Čestný člen Krystalografické společnosti (2006)
- Navrhovatel na udělení Nobelovy ceny za chemii pro rok 2009
- Cena rektora ČVUT za prestižní publikaci (2009, 2013)[10]
- Zasloužilý člen Jednoty českých matematiků a fyziků (2010)
- Čestná medaile Za zásluhy o Siberian State Aerospace University in Krasnoyarsk (2010)
- Prémie Miroslava Ivanova za literaturu faktu (2013)
- Ocenění pedagogické činnosti udělené Studentskou unií při FJFI (Zlatá křída, diplomy za výuku)
- Čestný člen Jednoty českých matematiků a fyziků (2018)
- Medaile Jednoty českých matematiků a fyziků (2018)